# Gonfanon

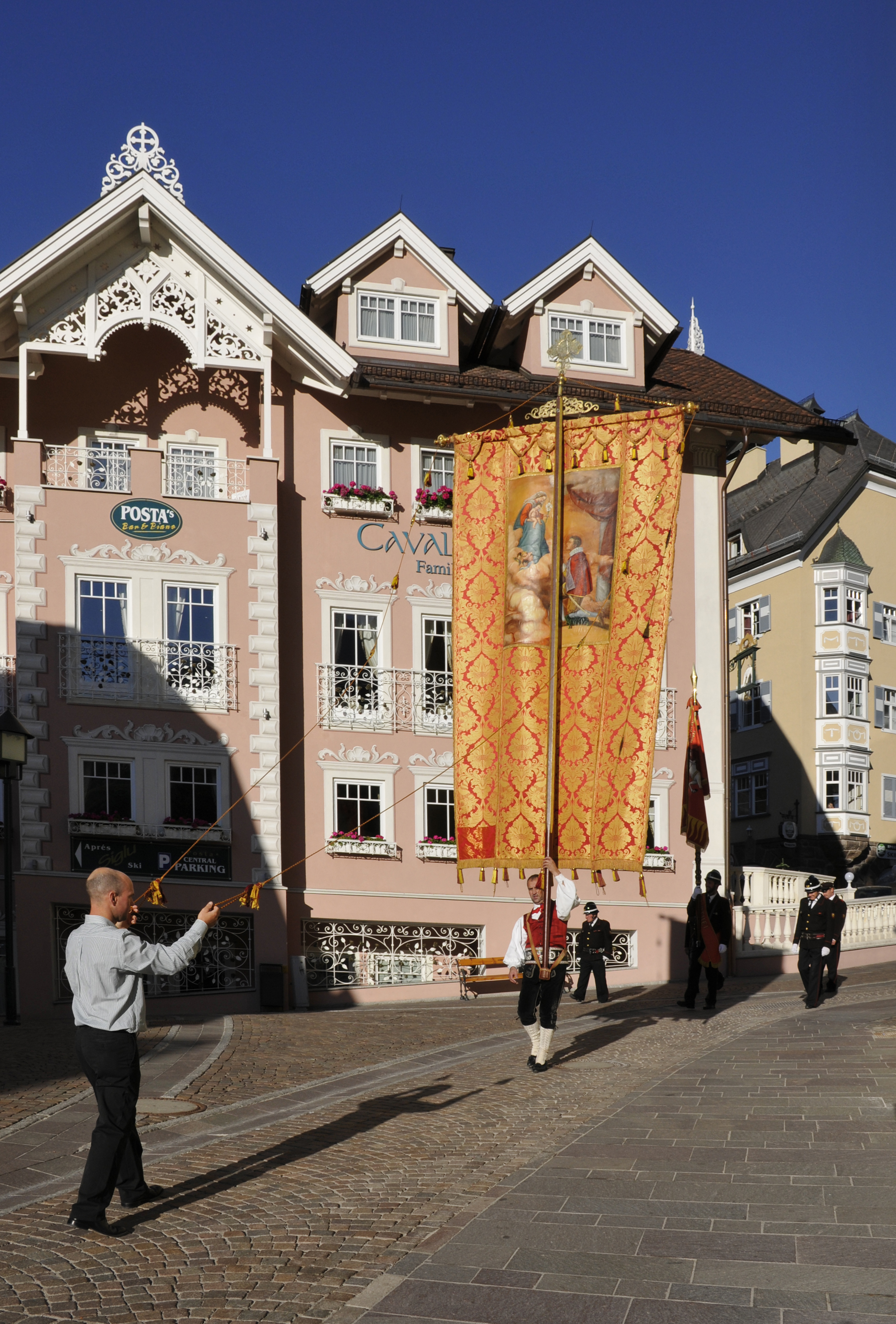
Kirchenfahne bei Prozession zum Rosenkranzfest in St. Ulrich in Gröden

Das Gonfanon (italienisch gonfalone, portugiesisch gonfalão, spanisch confalon, französisch gonfalon, alle von altfränkisch gundfano, „Kampffahne“) ist eine rechteckige Fahne oder ein Banner des Mittelalters, das von einem vertikalen Stab weht und am wehenden Ende aus mehreren Streifen oder Bändern besteht. Heute versteht man darunter besonders die Kirchenfahne.

## Funktion und Darstellung
Gonfanons wurden vor allem von italienischen Republiken und in religiösen Prozessionen benutzt. Sie dienten auch als Kampffahnen des Rittertums, aus denen sich dann die Ritterstandarten entwickelten.
Daraus entwickelte sich auch die Kirchenfahnen, das sind Vortrags- oder Prozessionsfahnen. Sie unterscheiden sich durch ihre Größe und dadurch, dass es sie auch ohne Hängel gibt. In der Heraldik werden sie mit Querbügel und Fahnenstab (hinter dem Tuch) dargestellt. Die Verwendung im Wappenschild ist selten (typisch ist sie als Wappen der Pfalzgrafen von Tübingen und Montfort), dafür aber als Prachtstücke möglich.
In Italien wird das Gonfanon versehentlich auch manchmal Ombrellino genannt. Das Missverständnis entstand daraus, dass auf päpstlichen Gonfanones manchmal Ombrellini dargestellt waren.
Es gab auch eine vatikanische Erzbruderschaft Arciconfraternità del Gonfalone, die Papst Gregor VIII. auf Betreiben des Kardinals Santori 1585 mit dem Freikauf von christlichen Sklaven beauftragt hat.

## Beispiele

Kirchenfahne
Gonfanon (Auvergne FR)
Gonfanon (Cantal FR)
Gonfanon (Puy-de-Dôme FR)
Kirchenfahne im Wappen von Gölenkamp DE
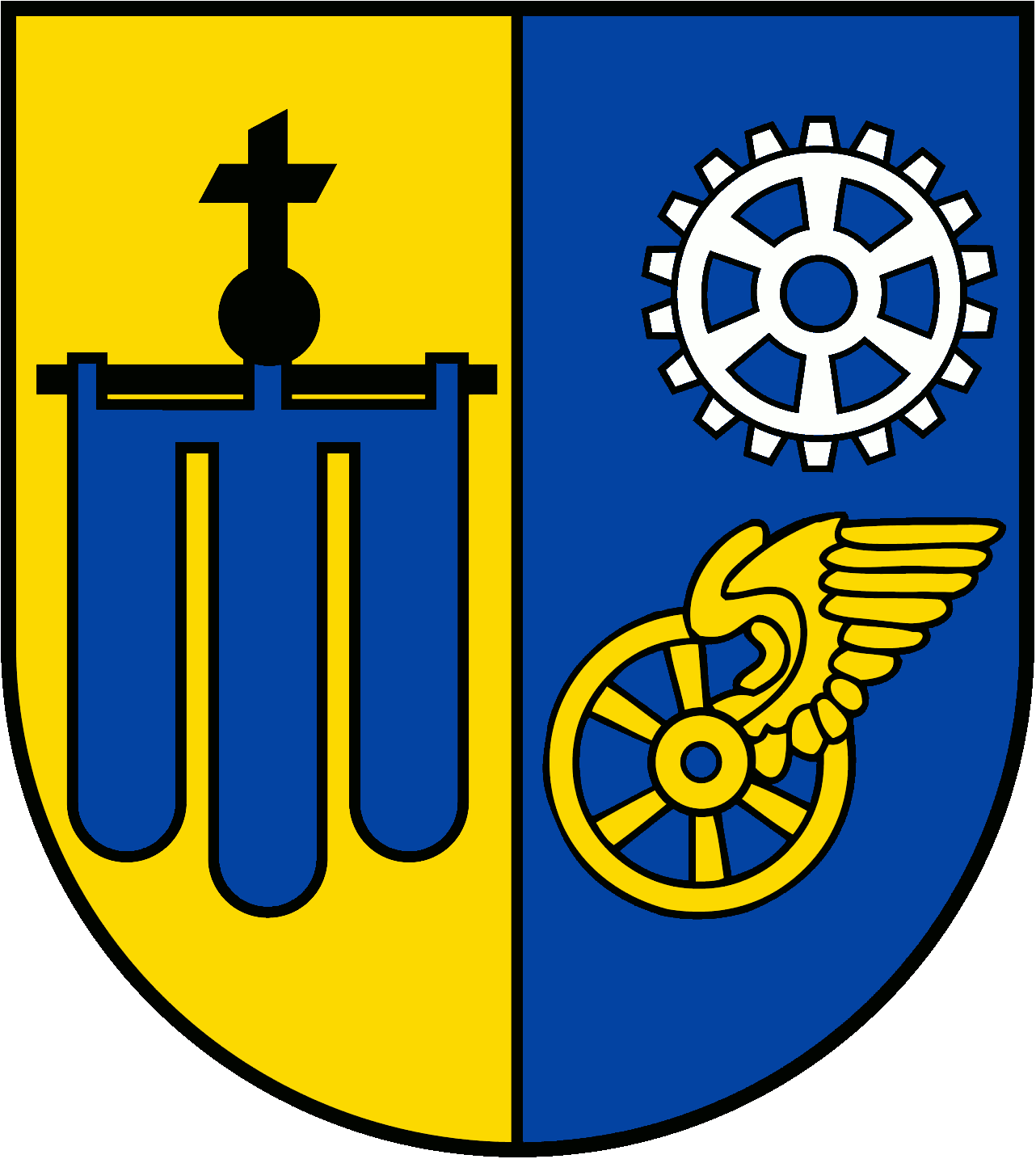
Kirchenfahne im Wappen von Südheide DE
Kirchenfahne im Wappen von Wallersheim DE
Nach Montforter Art (Vorarlberg AT)
Wappen von Fosdinovo (Toskana IT)
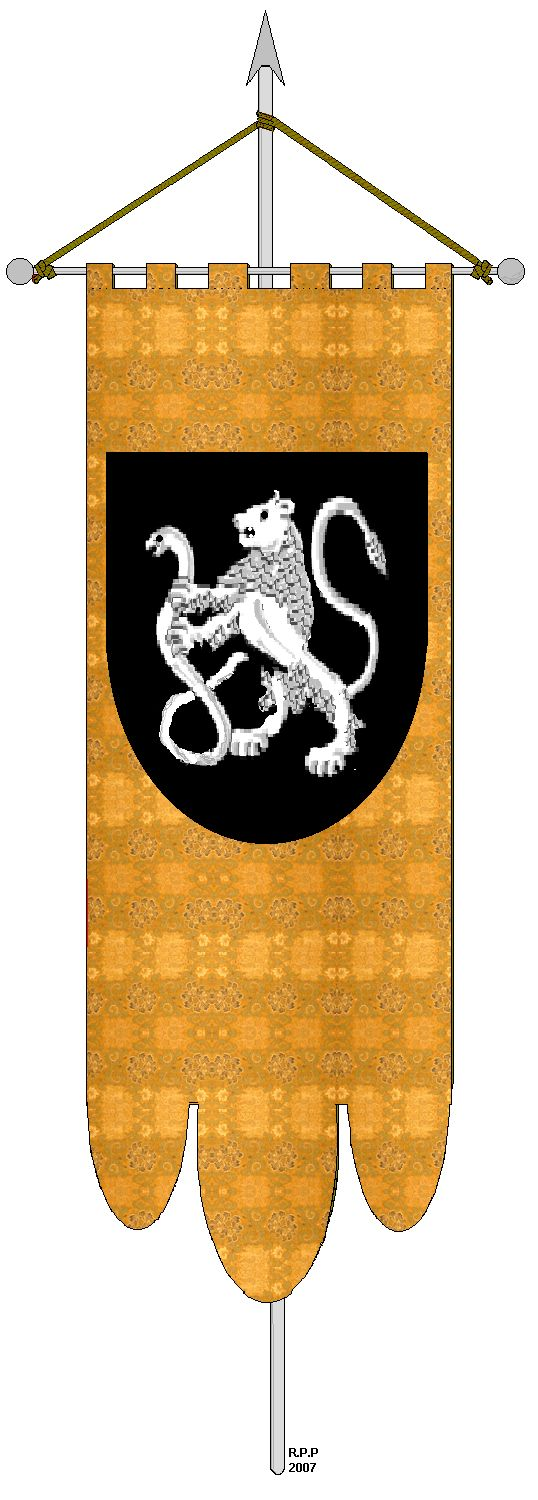
Naturalistisch (Senarica, Abruzzen IT)

als Reiterbanner
Ein berittener Ritter mit einem Gonfanon (Schwerin)
Eine Kirchenfahne (Rennfähnlein), geviert rot-silber, an einer Lanze in natürlichen Farben, schräg (Hochstift Würzburg)

## Einzelbelege
1. ↑  Nicole Priesching: Von Menschenfängern und Menschenfischern. Sklaverei und Loskauf im Kirchenstaat des 16.–18. Jahrhunderts (= Sklaverei – Knechtschaft – Zwangsarbeit 10). Olms Verlag - Weidmannsche Verlagsbuchhandlung, Hildesheim 2012, ISBN 978-3-487-14807-6 (hu-berlin.de [abgerufen am 14. Mai 2023]).